# St Mary's (Scilly)
St Mary's (kornsky Ennor, tedy „pevnina“) je centrální a největší ostrov v britském souostroví Scilly. Je to druhý nejlidnatější anglický ostrov bez mostního spojení s Velkou Británií (po Wightu), ze všech Britských ostrovů je na 24. místě.

Poloha ostrova v rámci souostroví Scilly

Ostrov má zhruba okrouhlý tvar s výrazným poloostrovem Garrison na jihozápadě, pobřeží je v detailu členité s množstvím zátok, výběžků a útesů. Povrch je zvlněný, ve vnitrozemí se nacházejí dvě zamokřená údolí, chráněná jako ptačí hnízdiště.
Po celém ostrově se nachází řada nálezů hrobů od doby bronzové po raný středověk.

## Doprava
Jako jediný ze souostroví má St Mary's rozvinutou síť veřejných silnic, vedou po něm silnice 1. třídy č. A3110, A3111 a A3112. Také se zde nachází hlavní přístav s pravidelným trajektovým spojením na pevninu a malé letiště (kód ISC, EGHE) se 650m ranvejí.

## Sídla
- Hugh Town – na jihozápadě, hlavní a jediné město na ostrovech, správní území obce zahrnuje celý ostrov St Mary's
- Old Town – vesnice na jihu u zátoky Old Town Bay, poblíž letiště, původní středisko souostroví

Osady (až na výjimky ve vnitrozemí):
- Holy Vale
- Longstone
- Maypole
- Normandy – nejvýchodnější
- Pelistry
- Porthloo – při pobřeží severovýchodně od Hugh Townu
  - severně se prostírá 9jamkové golfové hřiště (Isles of Scilly Golf Club)
- Rocky Hill
- Telegraph – na nejvyšším bodě ostrova
- Trenoweth – nejsevernější

## Galerie

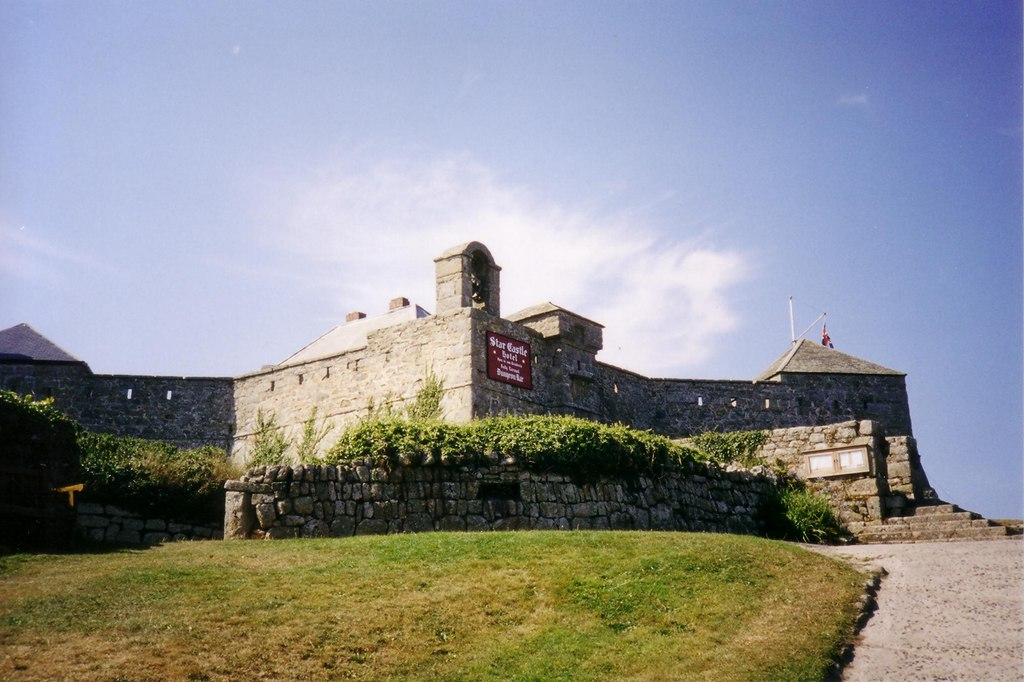
Star Castle na výběžku Garrison
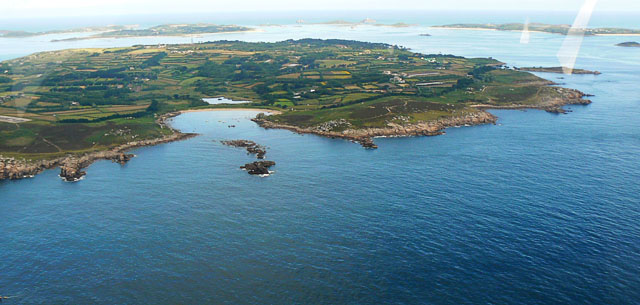
Celkový letecký pohled
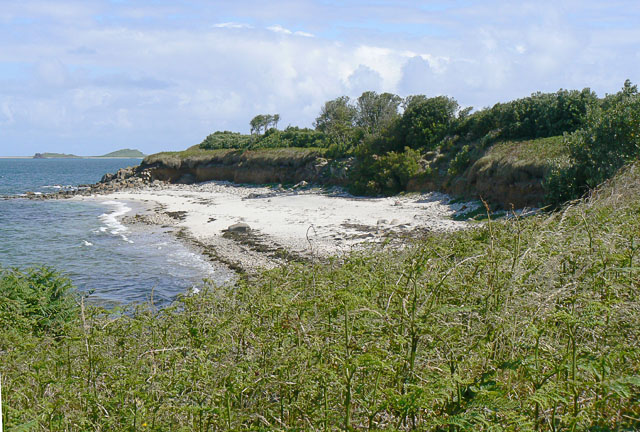
Mys Halangy Point na severozápadě
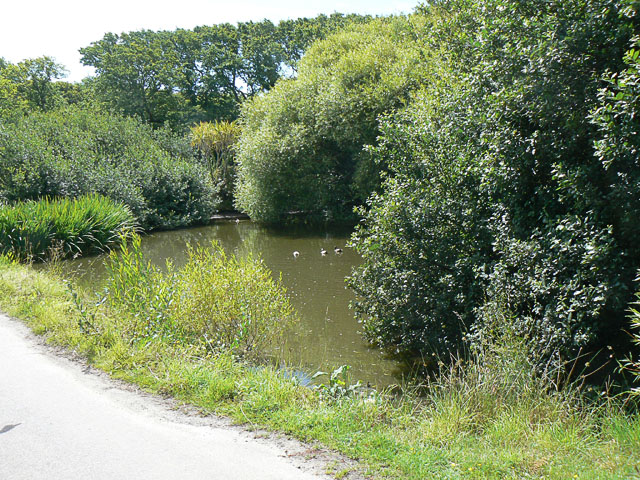
Rybníček u statku Watermill
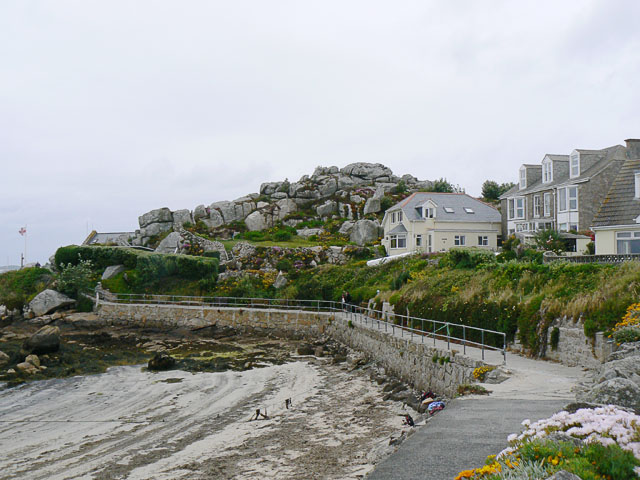
Skalisko Carn Thomas v Hugh Townu
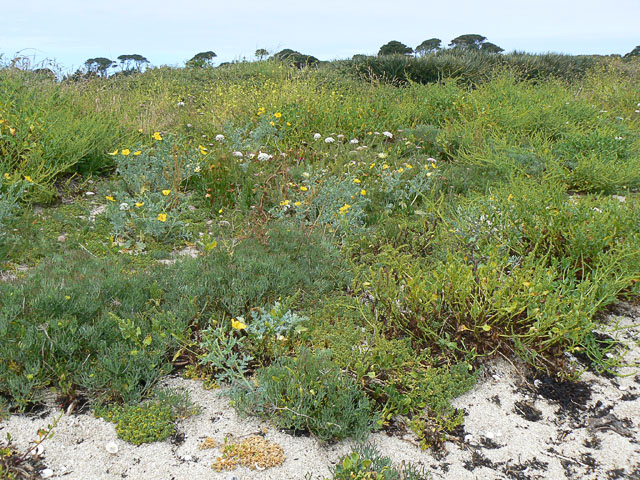
Rostlinstvo u zátoky Porth Hellick na východě
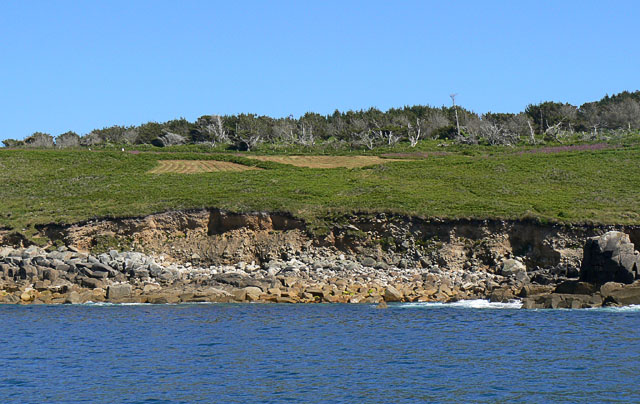
Pobřeží výběžku Garrison
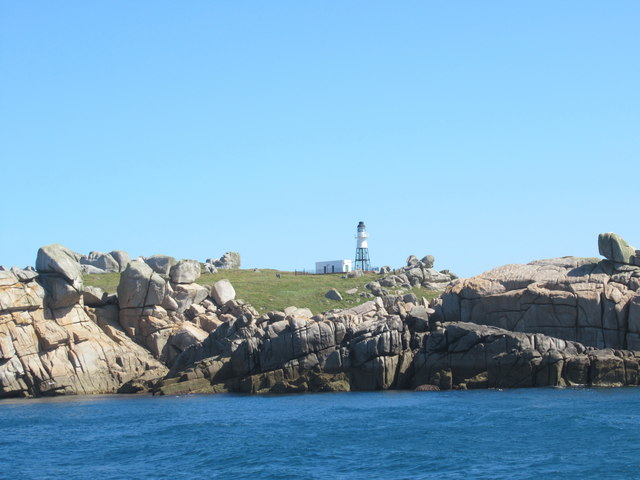
Výběžek Penninis Head na jihu
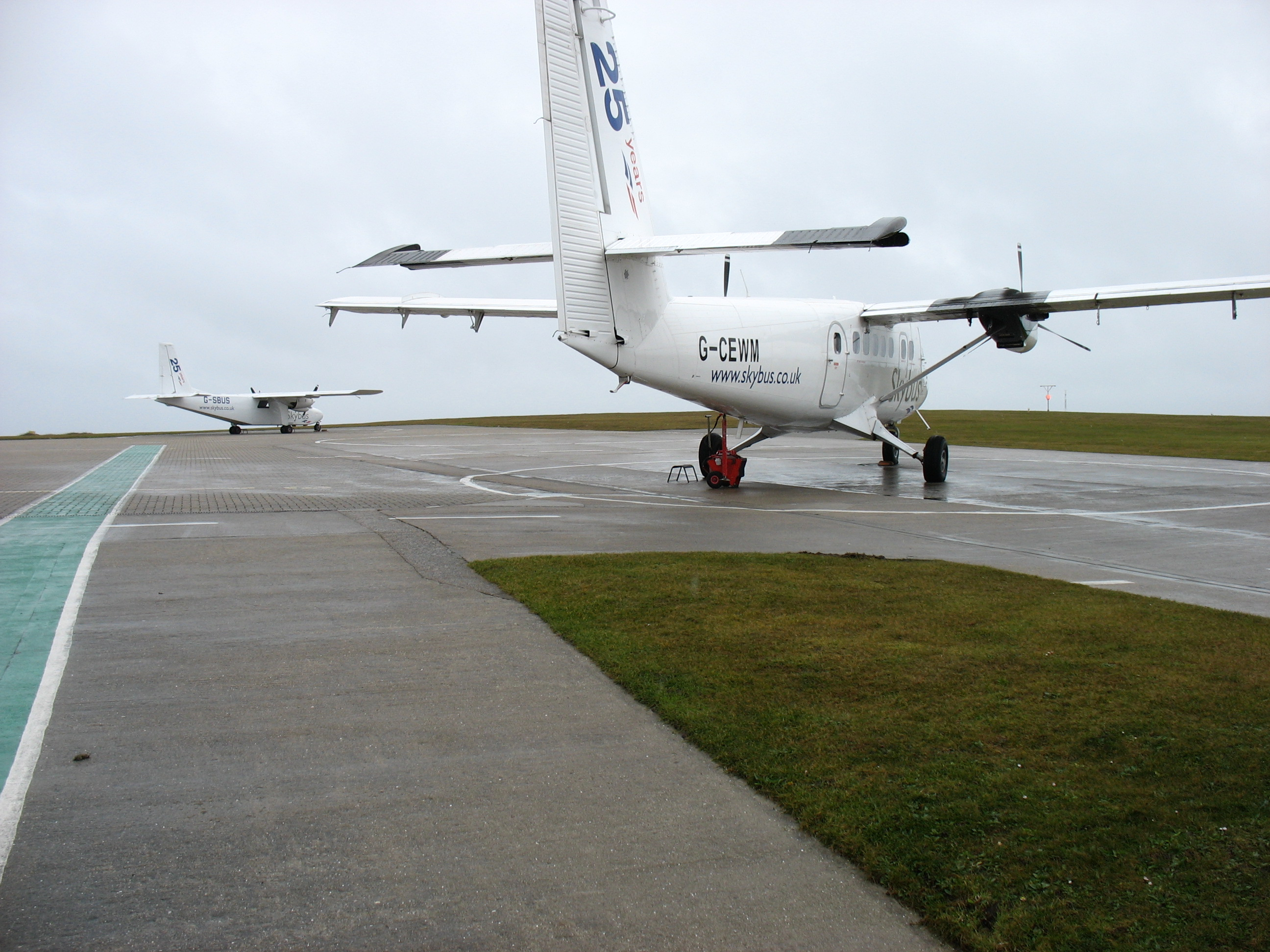
Provoz na letišti St Mary's
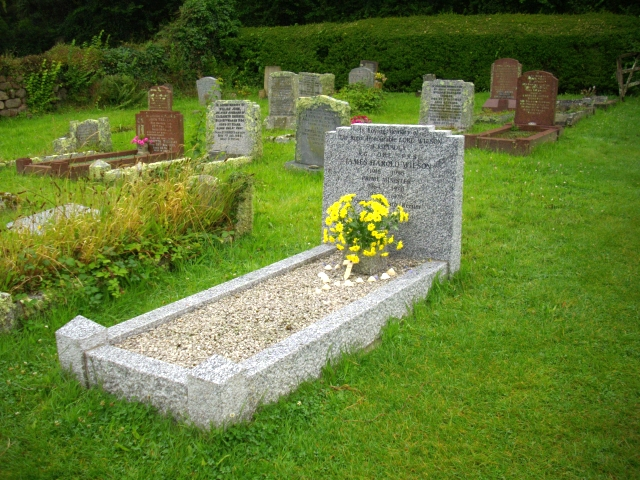
Hrob premiéra Harolda Wilsona na oldtownském hřbitově